# Песок (Кировская область)
Песок — деревня в Верхошижемском районе Кировской области в составе Угорского сельского поселения. 

## География
Находится на расстоянии примерно 20 км на восток-северо-восток от районного центра посёлка Верхошижемье. 

## История
Известна с 1802 года как починок Сумачевский с населением 46 душ мужского пола. В 1873 году здесь (починок Сумачевский или Песок) учтено дворов 22 и жителей 163, в 1905 19 и 131, в 1926 (уже деревня Песок или Сумачевский) 30 и 153, в 1950 140 и 222. В 1989 проживало 4 человека. Настоящее название деревни утвердилось с 1939 года.

## Население
Постоянное население  составляло 4 человека (русские 100%) в 2002 году, 3 в 2010.